# Романас Ходакаускас
Романас Ходакаускас (9 серпня 1883 — 8 жовтня 1932) — військовий аташе Литви в Берліні, полковник Литовського військового суду, брат Софії Сметонієне, Тадаса Ходакаускаса та Ядвіги Тубеліне . Романас був представником дворянського роду Ходаковських.

## Молодість і освіта

### Жванагала
Романас народився в маєтку Дванаполіо, Жванагала, парафія Йонішкеліс, Литва, 9 серпня 1883 р. у сім'ї Антанаса Ходакаускаса (1850—1925) та Марії-Йогани Ходакаускієне (1852—1910).
Він був охрещений у Васкаї, преподобним. Геронімом Якштовичем, вікарійєм церкви, 30 серпня 1883 р. Його дід Казимир Ходаковський (1814—1905) був його хрещеним батьком . Його тітка, Станіслава (до шлюбу Гедройц) (1855—1933), дружина Яна Ходаковського (1849—1926), була його хрещеною матір'ю. Також була присутня ще одна тітка Романа, Сесілія Ходаковська (1853—1937).
Дід Романаса Казимир та його батько Антанас орендували землю у маєтку Жванагала, що належав родині Докальських.

### Садиба Гавеноніш
Протягом року родина переїхала до маєтку Гавеноніш, в регіоні Пакруоїс. Садиба була власністю нащадків Фелісіяна Карпа (1821—1880), власника маєтку Йонішкеліс .
У маєтку Гавеноніш разом Романасом та батьками мешкали три дочки- Софія Ходакаускайте (1884—1968), Казімєжа (1888—1889) та Ядвига (1889—1959) і ще один син -Тадас Ходакаускас (1889—1959).
З юних років Романаса та інших дітей виховували у патріотичному стилі. Хоча родина між собою розмовляла польською , вони навчалися вдома литовською мовою і розмовляли литовською під час спілкування з працівниками ферми.
Їх навчали литовській культурі та підтримували тісні стосунки з видатною литовською інтелігенцією та учасниками Литовського руху національного відродження, включаючи Йонаса Яблонскіса (1860—1930), Повіласа Вішинського (1875—1906), Адомаса Скетеріса (1859—1916), Мотіюса Чепаса (1866 - 1962) та Петраса Вілейшиса (1851—1926).

Батьки Романаса наполягали на освіті всіх своїх дітей. Вони вивчали іноземні мови, читали різноманітну літературу, цікавились музикою і мали широкі погляди. Батьки найняли вчителів або навчали їх самі. За словами історика Інгріди Якубавічієне, батьками Романаса були:
«освічені дворяни, які присвятили своє життя своїм дітям, сім'ї, освіті та знанням, але не багатству».

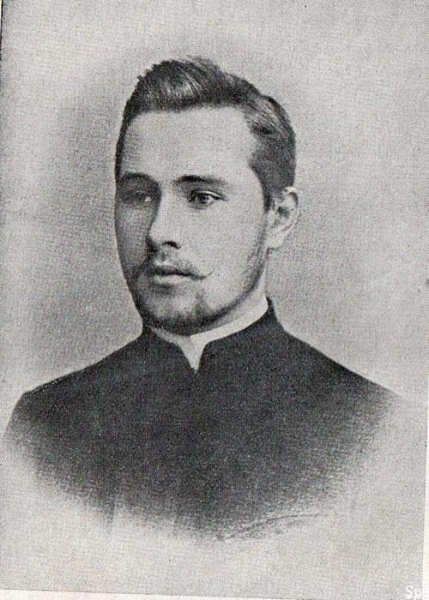
Антанас Сметона c1897

### Антанас Сметона навчає Романаса
Батька Романаса познайомила з Йонасом Яблонскісом (1860—1930) його плимінниця, Габріела Петкевічайте-Біте (1861—1943).
Яблонскіс був видатним литовським мовознавцем та промотором Литовського національного відродження, він викладав грецьку та латинську мови в гімназії в Єлгаві. Під час літніх канікул Яблонскіс збирав інформацію від носіїв мови в Литві для своїх лінгвістичних досліджень .
Сім'ї Ходакаускасів та Яблонських зблизилися і почали регулярно відвідувати один одного. Яблонські часто проводили літо з родиною Ходакаускасів.
Батько Романаса запрошував студентів, рекомендованих Яблонскісом, навчати своїх дітей.
Влітку 1895 р. Яблонскіс рекомендував свого молодого учня сьомого класу Антанаса Сметону (1874—1944), бути репетитором для Романаса. оскільки той готувався до вступних іспитів у Єлгавську гімназію, а молодому Сметоні, який походив з небагатої селянської родини, була потрібна робота.
Сметона нещодавно склав вступні іспити до Жамойтської єпархіальної семінарії в Каунасі. Однак він не відчував великого покликання до священства і замість цього вступив до Єлгавської гімназії. Єлгавська гімназія була культурним центром Литовського національного відродження і привернула багатьох майбутніх провідників литовської культури та політики, включаючи Юозаса Тубеліса (1882—1939) та Владаса Міронаса (1880—1953), які згодом стали політичними супутниками Сметони. Зокрема, литовську мову та культуру відкрито пропагували Яблонські, з якими Сметона мав близькі стосунки. І Антанас Сметона, і Яблонські були великими пропагандистами литовської мови та культури. Незабаром родина Ходакаускісів теж була захоплена їхньою пристрастю. Наймолодша сестра Романаса Ядвіга якось запитала Яблонскіса «Хто я?» Яблонскіс відповів: «Ну, як ти себе почуваєш?» Ядвига відповіла: «Я відчуваю себе литовкою». «Це воно!» — вигукнув Яблонскіс.
Під час навчання Романаса в Гавеноніші, Сметона зустрів Софію Ходакаускайте, сестру Романаса. Незабаром між ними зав'язалася дружба. Антанас Сметона пообіцяв, що коли вона закінчить Єлгавську жіночу гімназію, він повернеться і зробить їй пропозицію.
Пізніше вони одружилися. Антанас Сметона стане першим і найдовшим президентом Литви в історії Литви.

### Єлгавська гімназія
Романас почав навчатися у Єлгавській гімназії . Ймовірно це сталося у 1895 році, оскільки гімназії приймали нових учнів лише до дванадцятирічного віку.
Дві його сестри також ходили до гімназії в Єлгаві . Коли Софія та Ядвига навчалися, їхня мати Марія-Йогана кілька років провела з дівчатами на орендованій квартирі в Єлгаві. З ними жив і брат Романаса Тадас.

### Харківський університет
Романас вивчав право в Харківському національному університеті імені В. Н. Каразіна в Харкові, який на той час був одним із найбільших університетів Російської імперії.
Закінчив у 1912 році.

### Вільнюс
Романас повернувся до Литви, та оселився у Вільнюсі .
16 грудня 1913 р. він одружився з Яніною Турайте-Якунскіне (1884 р.н.) . Вінчання проходило у Литовській євангельській реформатській церкві (Pylimo gatvė 18, Вільнюс).
20 серпня 1914 р. у Тополісі Купішкіського району, Литва, в будинку батьків його дружини, народилася перша дитина Романаса, Мирославас (1914—1952).

### Товариство Дайна
Романас був членом Товариства Дайна, культурно-мистецького товариства, яке прагнуло відродити національний литовський дух за допомогою литовської пісні.
Він обіймав посаду голови між 1913 і 1915 роками
Пізніше він був членом Товариства Дайна в Каунасі .

### Володимирська військова академія

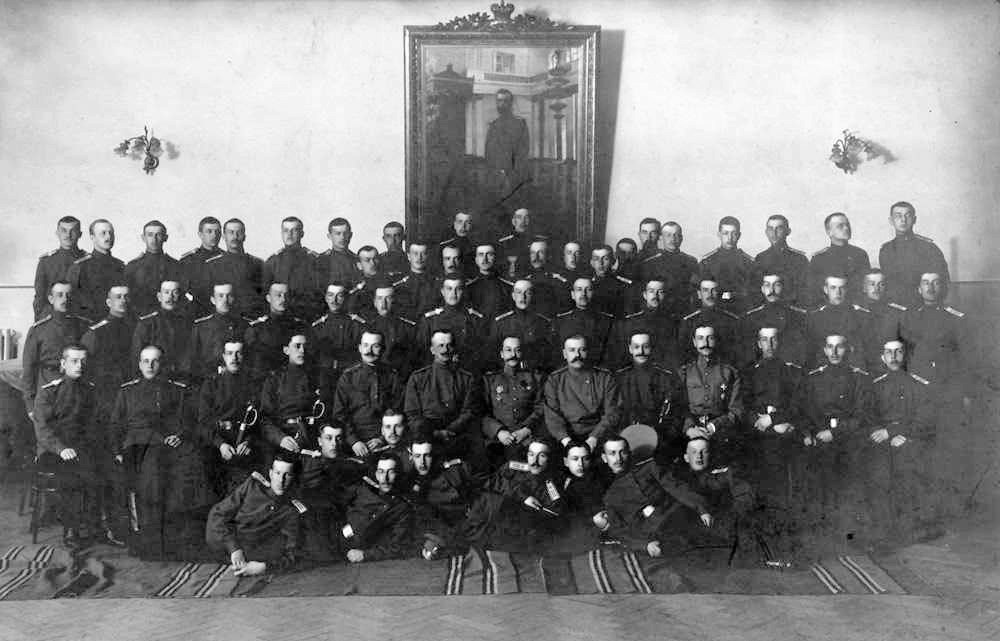
Володимирська військова академія 1916 р

Романас проходив навчання у Володимирській військовій академії в Санкт-Петербурзі .
Володимирська військова академія — військовий навчальний заклад Російської імператорської армії, де готували офіцерів піхоти. Знаходився за адресою вул. Мала Гребецька, 5, 9; Б. (нині вул. Піонерська)Санкт-Петербург і була заснована 1 грудня 1869 року
Восени 1914 року, з початком Першої світової війни, школа перейшла з дворічної на чотиримісячну прискорену програму. Випускників було збільшено з 400 до 885, які по закінченні отримали звання прапорщика.
Романас закінчив академію у 1915 р.

## Військова служба
Під час Першої світової війни Романас служив у російській імператорській армії

### Україна
У 1917 році служив у Генеральному представництві литовських вигнанців в Україні, де виступав від імені Lietuvos Tarybos (Ради Литви).

### Німеччина
У серпні 1918 року Рада Литви направила Романаса з дипломатичною місією до Німеччини для допомоги у поверненні литовських військовополонених, які перебували у цій країні.

### Україна
19 листопада 1918 року уряд Литовської Республіки делегував Романаса представником з дипломатичних справ в Українській Народній Республіці (Україна вперше проголосила незалежність від Російської Республіки 25 січня 1918 року) та Румунії . Його робота в Києві включала агітацію литовських офіцерів і допомогу литовським громадянам повернутися до Литви.

Після відступу німців Романас повернувся до Гомеля, який на той час входив до складу Української Держави . У грудні 1918 року Романас кілька тижнів був відсутній на своїй посаді в Києві.
7 січня 1919 року більшовики вторглися в Україну . 16 січня Україна знову оголосила війну Росії. Два основних напрямки більшовицьких сил були на Київ і Харків . До середини лютого більшовики контролювали Київську губернію .
Після того, як більшовики контролювали територію, Романас повернувся до Києва. Наприкінці січня, коли більшовики розпитували його, Романас інкогніто відбув до Вільнюса . Перед від'їздом він організував Мінський комітет литовських вигнанців . 27 січня 1919 року Романасу було присвоєно звання капітана .

### Литовська армія
2 лютого 1919 року Романаса призвали до литовської армії .
Делегований до Міністерства національної оборони, він відповідав за спеціальні справи.
Пізніше він був представником Міністерства національної оборони, відповідальним за юрисдикцію .

### Військовий аташе в Берліні
Романас служив у Берліні військовим аташе при посольстві Литви під керівництвом Юргіса Шауліса (1879—1948), якого 23 листопада 1918 року призначили першим надзвичайним і повноважним представником Литви у Німеччині
Військові відносини між Литвою та Німеччиною мали вирішальне значення для виживання Литви. Литва боялася як більшовиків з Росії, так і польської армії. Німеччина, яка донедавна була окупаційною владою в Литві, розглядалася як важливий стратегічний партнер.

### Військовий суд у Каунасі
7 червня 1920 року Романаса перевели до Військового суду .
У серпні 1921 року почав працювати помічником громадського захисника у військовому суді в Каунасі .
22 травня 1923 року Романаса присвоїли звання майора .
11 липня 1923 року його знову підвищили, цього разу до звання підполковника .
1 жовтня 1923 р. Романаса дали постійну посаду у Військовому суді, тоді як раніше він займав тимчасову. 15 вересня 1926 року Романас був удостоєний звання полковника у військовому суді, а потім, з 1 жовтня 1926 року через проблеми зі здоров'ям, він був переведений в резерв.

## Сім'я
Романас був членом, мабуть, найшанованішої, наймогутнішої та найзгуртованішої родини в міжвоєнній Литві.
Його сестра Софія Сметонієне була активним учасником жіночого руху і була одружена з Антанасом Сметоною, першим президентом Литви .
Інша сестра Романаса, Ядвига Тубелієне, була однією із засновниць Литовської ради жінок, письменницею, дипломатом, вийшла заміж за Юозаса Тубеліса, багаторічного прем'єр-міністра Литви .
Його брат Тадас Ходакаускас був мером Паневежиса, п'ятого за величиною міста Литви .
Його двоюрідна сестра Габріеле Петкявічіате-Біте була активним захисников соціальних прав і однією з провідних письменниць країни.

### Другий шлюб і син
22 червня 1928 року Романас одружився з Вандою Лукашевич (уроджена Гріффін) у Великому костелі Вітовта в Каунасі. Священиком був Юозас Тумас-Вайжгантас (1869—1933). Свідками шлюбу були президент Антанас Сметона і Гвідонас Русцикас.
До розлучення Ванда була дружиною Вітольда Лукашевича (1888 - 1926) — двоюрідного брата художниці Броніслави Лукашевич (1885—1962).
Від попереднього шлюбу мала двох дітей: Збігнєва (Георгія) Лукашевича (1918—2001) та Ванду Лукашевич (1922—2014).
Романас жив з Вандою та її дітьми в Каунасі, а літо проводив у маєтку Ванди у Вільнюському районі, в садибі Лапшяй .
У 1930/1931 роках сім'я жила за адресою Лайсвес алея 58, Каунас . У 1932 році вони спочатку жили на Kęstučio gatvė 27б а пр. Вітовта. 14 (тепер 30) в Каунасі, (Будинок Юозаса Даугірдаса). Їхня квартира була на четвертому поверсі п'ятиповерхового будинку..
7 квітня 1932 року в Каунасі народився син Романаса Роман Ходаковський (1932—2001). Його охрестили вдома в житловому будинку Юозаса Даугірдаса. Президент Сметона був хрещеним батьком Романа. Сестра Романаса, Ядвіга Tūbelienė, була хрещеною матір'ю .

## Смерть
9 жовтня 1932 року Романас помер від серцевого нападу .

Процесія від будинку Романаса до базиліки Каунаського собору була описана пресою:
9 жовтня о 18:00 тіло Романаса Ходакаускаса вивезли з його будинку на проспекті Вітовта до базиліки . Президент Смєтона, його сестри Софії, Ядвіга, Tūbelis, то міністр національної оборони Литви, Б.Гедрайтіс, і командувач Каунаського гарнізону, родичі і багатьох інших людей, брали участь в процесії .
Похорон відбувся в понеділок, 10 жовтня 1932 року в Каунасській соборній базиліці .
Романаса поховали на Старому міському кладовищі, на проспекті Вітавта, у Каунасі — нині парк Рамибе . Біля могили виступили письменник і священик Юозас Тумас-Вайжгантас (1869—1933) та професор права Литовського університету Петрас Леонас (1864 – 1938).
Меморіальна дошка встановлена в парку Рамибе 2018 на честь тих, хто боровся за незалежність Литви. На ній є також ім'я Романаса.